# NGC 5000
NGC 5000 is een balkspiraalstelsel in het sterrenbeeld Hoofdhaar. Het hemelobject werd op 11 april 1785 ontdekt door de Duits-Britse astronoom William Herschel.

## Synoniemen
- UGC 8241
- MCG 5-31-144
- ZWG 160.152
- PGC 45658
- VV 460
- IRAS13073+2910